# Uche Henry Agbo
Uche Henry Agbo (Cano, 4 de dezembro de 1995) é um futebolista profissional nigeriano que atua como defensor.

## Carreira
Uche Henry Agbo começou a carreira no Taraba.